# Перес де Варгас, Гонсало
Гонсало Перес де Варгас  (исп. Gonzalo Pérez de Vargas; род. 10 января 1991, Толедо) — испанский гандболист, выступает за клуб «Киль». Чемпион Европы 2018 и 2020 годов в составе сборной Испании.

## Награды
- Победитель Лиги чемпионов: 2011, 2015, 2021, 2022
- Чемпион Испании: 2011, 2015, 2016, 2017, 2018, 2019, 2020, 2021, 2022
- Победитель чемпионата Европы: 2018, 2020
- Лучший вратарь чемпионата Европы: 2020